# Lyndal Roper

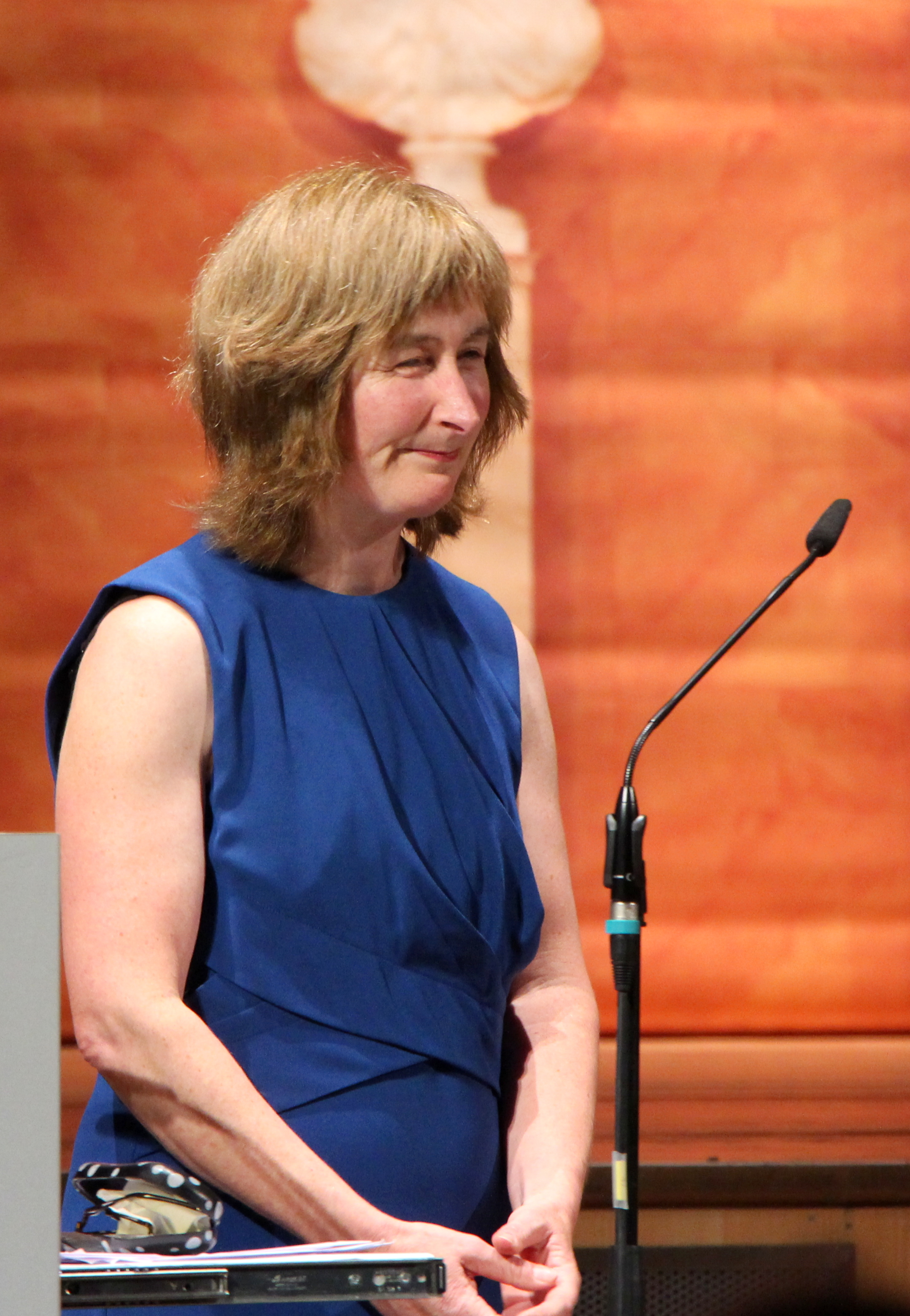
Lyndal Roper auf dem Göttinger Historikertag 2014

Lyndal Roper (* 28. Mai 1956 in Melbourne) ist eine australische Historikerin, die in Großbritannien lehrt. Ihr Forschungsschwerpunkt ist die deutsche Kultur-, Religions- und Sozialgeschichte der frühen Neuzeit mit besonderer Hinsicht auf Geschlechterrollen, Körpergeschichte, Sexualität und Hexenverfolgung.

## Leben
Roper studierte Geschichte und Philosophie an der Universität Melbourne bis zum Bachelor und wechselte dann an die Universität Tübingen. Ihr Doktorstudium absolvierte Roper am King’s College London, wo sie promoviert wurde. Roper nahm ihre Lehrtätigkeit am Royal Holloway auf, wechselte dann an das Balliol College der University of Oxford.
Seit 2011 ist sie – als erste Frau – Regius-Professor für Geschichte an der Universität Oxford.
An ihrer Biographie über Martin Luther arbeitete sie zwölf Jahre. 2017 kündigte sie an, ein Buch über die Bauernkriege zu schreiben, das 2024 auf Deutsch unter dem Titel „Für die Freiheit“ erschienen ist.

## Auszeichnungen
2011 wurde sie in die British Academy aufgenommen. Sie ist Fellow der Royal Historical Society. Für 2016 wurde ihr der Gerda Henkel Preis zugesprochen. Im selben Jahr wurde sie zum Mitglied der Berlin-Brandenburgischen Akademie der Wissenschaften gewählt. 2021 erhielt sie die Ehrendoktorwürde der Universität Basel.

## Veröffentlichungen (deutsch)
- Ödipus und der Teufel. Körper und Psyche in der frühen Neuzeit. S. Fischer, Frankfurt am Main 1995, ISBN 3-596-12765-3.
- Das fromme Haus. Frauen und Moral in der Reformation. Campus, Frankfurt am Main 1999, ISBN 978-3-593-36209-0.
- Hexenwahn. Geschichte einer Verfolgung. C.H. Beck, München 2007, ISBN 978-3-406-54047-9.
- Der feiste Doktor – Luther, sein Körper und seine Biographen. Wallstein, Göttingen 2012, ISBN 978-3-8353-1158-9.
- Der Mensch Martin Luther – Die Biographie. S. Fischer, Frankfurt am Main 2016, ISBN 978-3-10-066088-6.
- Für die Freiheit. Der Bauernkrieg 1525. S. Fischer, Frankfurt am Main, 2024, aus dem Englischen übertragen von Holger Fock, Sabine Müller, ISBN 978-3-10397475-1.